# Zoran T. Popovski
Dr. Zoran T. Popovski es un científico macedonio y profesor de trabajo en el Instituto de Biotecnología Animal dependiente de la Facultad de Ciencias Agrícolas y de Alimentos de la Universidad Ss. Cirilo y Metodio, Skopje, Macedonia del Norte. Es especialista en biología molecular en la ciencia animal, la ingeniería genética y los OGM. Ha estado trabajando para la facultad desde 1992.
En el período 2002-2006 se desempeñó como Secretario de Estado en el Ministerio de Educación y Ciencia de la entonces conocida como Antigua República Yugoslava de Macedonia. En este cargo, fue miembro del Grupo Nacional de Expertos y trabajó en la Estrategia de Educación. También representó a la Ciencia y Tecnología macedonia en la región occidental de los Balcanes de la UE.
La última publicación de Popovski discutió el polimorfismo en el genoma de las especies indígenas macedonias y ovinas eslovenas.

## Publicaciones selectas
- Dimitrievska, Blagica R.; Popovski, Zoran T. (2010). «Merging procedures for detection of Soy DNA and presence of GM Soy in food samples» (PDF). Archivado desde el original el 11 de julio de 2011. Consultado el 6 de diciembre de 2010.
- Miskoska-Milevska, Elizabeta; Dimitrievska, Blagica; Poru, Koo; Popovski, Zoran T. (2008). «Differences in Tomato Seed Protein Profiles obtained by SDS-PAGE analysis» (PDF). Journal of Agricultural Sciences Vol. 53, No1. Consultado el 7 de diciembre de 2010.